# ماجد بن عبد الله آل عثمان
ماجد بن عبد الله آل عثمان هو داعية وفقيه ومؤلف سعودي.

## النشأة والتعليم
يرجع نسبه إلى قبيلة الجلاليل من بني حنيفة خريج كلية الشريعة جامعة الإمام محمد بن سعود الإسلامية بالرياض درس عند كبار العلماء سواء حضور أو جردا لمؤلفاتهم كالعلامة ابن باز والعلامة ابن عثيمين والعلامة البراك والعلامة المحدث الحافظ الفقيه العلوان والعلامة الفقيه النسابة إبراهيم آل عثمان وهو عمه.

## مؤلفاته
له عدة مؤلفات يربو على العشرين مؤلف ما بين متوسط وقصير منها المنشور ومنها المخطوط الذي لم ينشر هذه نبذة مختصرة عن المؤلف
- تحفة الأخيار بصحيح الأذكار[1]
- النفح العليل بفرائد ألفاظ الجرح والتعديل[2]
- نثر الورود بأحكام المولود[3]
- إرشاد السائل بجواز الحجامة للصائم[4]
- المتعة بشرح حديث السبعة[5]
- أحاديث صلاة الكسوف رواية ودراية[6]